# Now That's What I Call Quite Good
Now That's What I Call Quite Good è un album raccolta della band inglese Housemartins.
Il titolo prende spunto dalla compilation, pubblicata periodicamente dal 1983 nel Regno Unito, intitolata "Now That's What I Call Music". Traducendo il titolo, l'espressione "questa sì che è musica!" diventa, in chiave autoironica, "questo sì che è abbastanza buono"
Pubblicato dalla Go! Discs nel 1988, immediatamente dopo la separazione della band, ma con il pieno assenso della stessa, questa raccolta postuma contiene, oltre a materiale proveniente dalle precedenti produzioni (album e singoli) del gruppo, anche una serie di registrazioni radiofoniche e cover come You've Got a Friend (scritta da Carole King e portata al successo da James Taylor nel 1971) o He Ain't Heavy, He's My Brother, brano degli Hollies del 1969.

## Tracce
1. I Smell Winter – 3:23
2. Bow Down – 3:01
3. Think for a Minute – 3:29
4. There Is Always Something There to Remind... – 3:30
5. The Mighty Ship – 1:50
6. Sheep – 2:16
7. I'll Be Your Shelter (Just Like a Shelter) – 4:46
8. Five Get Over Excited – 2:41
9. Everyday's the Same – 2:56
10. Build – 4:48
11. Step Outside – 4:13
12. Flag Day – 3:32
13. Happy Hour – 2:22
14. You've Got a Friend – 3:30
15. He Ain't Heavy, He's My Brother – 2:47
16. Freedom – 3:27
17. The People Who Grinned Themselves to Death – 3:30
18. Caravan of Love – 3:39
19. The Light Is Always Green – 3:58
20. We're Not Deep – 2:15
21. Me and the Farmer – 2:54
22. Lean on Me – 4:27
23. Drop Down Dead – 3:01
24. Hopelessly Devoted to Them – 2:10

## Formazione
- P.D. Heaton - voce, armonica a bocca
- Stan Cullimore - chitarra, voce
- Norman Cook - basso, voce
- Dave Hemingway - batteria, voce

### Musicisti
- Guy Barker tromba
- Sandy Blair tuba
- Pete Wingfield pianoforte e tastiere
- St. Winifred's School Choir cori in Bow Down